# N21 (Burkina Faso)
Die N21 ist eine Fernstraße in Burkina Faso, die von Koudougou nach Néhourou an der Grenze zu Mali führt. Sie ist etwa 200 km lang.
Am 5. Dezember 2016 wurde der Grundstein für die Asphaltierung des 84 Kilometer langen Abschnittes zwischen Didyr und Tougan gelegt, um die Region Boucle du Mouhoun zu erschließen. Die Finanzierung in Höhe von 29,622 Mrd. CFA-Francs (umgerechnet etwa 45 Mio. €) war durch die Westafrikanische Entwicklungsbank (BOAD) vorgesehen. Trotz der angesetzten Frist von 15 Monaten für die Fertigstellung waren bei einer Begehung am 17. Mai 2018 erst 28 % der Strecke fertiggestellt. Im Juni 2020 waren die Arbeiten dann nahezu abgeschlossen.